# BRM P67
La BRM P67 è una monoposto di Formula 1, costruita dalla scuderia inglese BRM per partecipare al Campionato mondiale di Formula 1 1964. Progettata da Tony Rudd, è dotata di un motore BRM P56 con architettura V8 da 1,5 litri e della trazione integrale. 
Dopo che la Ferguson si ritirò dalle corse, offrirono la loro trazione integrale che avevano precedentemente sviluppato sulla Ferguson P99 a qualsiasi costruttore di F1 che fosse interessato e la BRM decise di provarla. La vettura venne costruita utilizzando il telaio di un BRM P261, le sospensioni di un P57, il motore di una BRM P56 il sistema di trazione integrale della Ferguson.